# Wilgot Ohlsson
Wilgot Ohlsson var en svensk amatörskådespelare som medverkade i ett antal av de första svenska spelfilmerna.
Wilgot Ohlson hörde till de unga amatörer, huvudsakligen med koppling till den lokala teaterföreningen Thalia i Kristianstad, vilka sommaren 1909 engagerades av Svenska Biografteatern för att medverka i de tre produktioner som betecknats som "[d]en första mer seriöst anlagda spelfilmsproduktionen i vårt land" (Lars Lindström). 
Ohlsson, vilken även hade scenvana som turnerande recitatör av Fröding, spelade Knut Algotsson, brudens far, i Bröllopet på Ulfåsa I och prosten i Värmlänningarne. I Fänrik Ståls sägner hade han dubbla roller, dels som titelrollen Fänrik Stål, dels som general Sandels. I den senare rollen medverkade Ohlsson i en scen som av filmhistorikern Leif Furhammar har beskrivit som tekniskt "anmärkningsvärd" för sin tid, nämligen ett inslag av subjektiv kamera där publiken får se slagfältet såsom genom Sandels kikare.
Ohlsson medverkade även ett par år senare i filmen En sann historia från Fläsian eller Gubben X, kikaren och albusken, vilken dock kort efter sin premiär totalförbjöds av censuren såsom stridande "mot goda seder".
De biografiska data som Svensk Filmdatabas angiver för Ohlsson bygger av allt att döma på förväxling med en annan person med likartat namn, grosshandlaren Wilgot Ohlson, far till författaren Ulla Bjerne.

## Filmografi
- 1910 – Bröllopet på Ulfåsa I
- 1910 – Värmlänningarne
- 1910 – Fänrik Ståls sägner
- 1911 – En sann historia från Fläsian eller Gubben X, kikaren och albusken